# LOVE 30 〜女と男と物語〜
『LOVE 30 〜女と男と物語〜』（ラブ サーティー 〜おんなとおとことものがたり〜）は、オムニバス形式の日本の舞台作品。

## 公演
- 東京：2006年11月3日(金) - 11月15日(水)、PARCO劇場
- 大阪：2006年11月24日(金) - 11月27日(日)、梅田芸術劇場シアター・ドラマシティ
- 名古屋：2006年11月29日(水)・30日(木)、名古屋市民会館・中ホール

## ストーリー
3 LOVE STORY（スパイス・イン・ザ・バスケット、結婚相談所、兄への伝言）

### スパイス・イン・ザ・バスケット
- 演出：宮田慶子、作：三島ゆき（三島有紀子）、キャスト：水野美紀&山寺宏一

### 結婚相談所
- 演出：宮田慶子、作：サタケミキオ、キャスト：真中瞳&片桐仁

### 兄への伝言
演出：宮田慶子、作：蓬莱竜太、キャスト：YOU&生瀬勝久

## キャスト
- 山寺宏一
- 片桐仁
- 生瀬勝久
- 水野美紀
- 真中瞳
- YOU

## スタッフ
- 演出：宮田慶子
- 作：三島ゆき、サタケミキオ、蓬莱竜太
- 音楽：稲本響
- 美術：松井るみ
- 照明：中川隆一
- 音響：高橋巖
- 衣裳：前田文子
- ヘアメイク：西川直子
- 演出助手：高野玲
- 舞台監督：瀧原寿子
- 宣伝美術：東学
- 宣伝写真：谷敦志
- プロデューサー：佐藤玄(パルコ)、深沢義啓（朝日放送）
- 制作：尾形真由美（パルコ）
- 製作：山崎浩一
- 企画・製作：(株)パルコ